# (8962) Noctua
(8962) Noctua – planetoida z pasa głównego asteroid okrążająca Słońce w ciągu 5 lat i 264 dni w średniej odległości 3,2 au. Została odkryta 24 września 1960 roku przez Cornelisa i Ingrid van Houtenów na płytach Palomar Schmidt wykonanych przez Toma Gehrelsa. Nazwa planetoidy pochodzi od athene noctua lub gatunku małej sowy. Przed jej nadaniem planetoida nosiła oznaczenie tymczasowe (8962) 2771 P-L.